# 等確率の原理
平衡系の統計力学において、等確率の原理（とうかくりつのげんり、英: principle of equal probabilities）あるいは等重率の原理（とうじゅうりつのげんり、英: principle of equal weights）は、孤立した平衡系（ミクロカノニカルアンサンブル）において、許される系の状態はどれも等しい確率で現れるとする作業仮説。
平衡系の巨視的（マクロ）な状態は、巨視的な物理量（熱力学的な状態量）、例えば内部エネルギーや磁化、の組を指定すれば一つに定まるが、それに対応する微視的（ミクロ）な状態（量子状態）は無数に存在する。
逆に、巨視的な測定では系の微視的な自由度は見えないため、平衡系の状態は一つに定まっているように見えることが経験的に知られている。
このことはまた、測定される巨視的な状態量が系の微視的状態によって大きくゆらがないこと、測定値と期待値の差が非常に小さいことによって保証される。
個々の微視的な状態が観測される確率は、本来ならば量子力学によって基礎づけられるべきものだが、すべてのエネルギー固有状態が等確率で出現すると仮定しても、統計力学は熱力学をよく再現することが知られており、等確率の原理の正当性を支持している。

## 解釈についての注意点
等確率の原理は、一部の物理学者の間では、統計力学の本質を外していると言われている。本質は、等確率で混ぜてしまう莫大な個数の量子状態のほとんどすべてが同じ熱力学的平衡状態を表すという点にある。つまり、それぞれの量子状態の一つ一つがすでに平衡状態を表しているのであって、混ぜ合わせて初めて平衡状態を表せるという訳ではない。最近、このことが明示的に書かれた解説や教科書が現れている。例えば、コンピューターシミュレーションの結果、平衡状態に達した後は、どの時刻のどの瞬間を見ても、粒子の速度分布はマクスウェル分布になっている。これは各瞬間瞬間の状態が、（多数のミクロ状態を混ぜたものではなく）たった一つのミクロ状態であり、かつ平衡状態になっている証拠の一つである。
それにもかかわらず、等確率の原理が間違った結果を与えない理由は、いわば「赤いものをたくさん集めて混ぜてもやはり赤い」からである。等確率に現れる莫大な個数の量子状態それぞれについてマクロな物理量を計算したら、ほとんどの状態が同じ値を持っている。そのため、これらの量子状態を混ぜあわせてからマクロな物理量を計算しても、やはり同じ物理量の値を持つわけである。つまり等確率の原理を採用しても計算結果は間違わないが、本質は外しているのである。
等確率の原理に基づく確率モデルは、あくまで平衡状態のマクロな性質を記述するための理論的な方便にすぎない。現実の平衡状態が、「確率によって用意されている」とか、「等確率の原理に正確に従っている」と考えるべきではない。われわれは平衡状態を「マクロな物理量に対して定まった値を対応させる装置」と捉えるが、等確率の原理に基づく確率モデルは、平衡状態のそのような側面だけを再現するように設計された「（理論的）装置」と位置づけるべきである。

## ミクロカノニカル分布・カノニカル分布
等確率の原理によって、孤立した平衡系におけるエネルギー固有状態の確率分布、すなわちミクロカノニカル分布が定義され、ミクロカノニカル分布から、熱浴との相互作用がある場合について、カノニカル分布が導かれる。

## 等確率の原理の基礎づけ
平衡統計力学において、等確率の原理は仮定として、あるいは先験的な公理として置かれる。旧くは等確率の原理を用いる根拠付けとしてエルゴード仮説が言及されていた。
しかし、エルゴード仮説は本質を外しており不要であるとの主張がある。田崎による説明では以下のようにエルゴード仮説が否定されている。
- エルゴード仮説では時間平均が位相平均と等しくなること（エルゴード性）が等確率の原理を用いる根拠とされているが、現実の観測時間ではエルゴード性が成り立たない。
- エルゴード性が成り立つ確率測度は等確率な測度に限られない。
- エルゴード仮説はマクロな系であることが用いられておらず、統計力学の正当化として的を外している。